# Vlčtejn
Vlčtejn (dříve Vlčtýn, Vildštejn nebo Vildštýn, německy Wildstein) je obec v okrese Plzeň-jih v Plzeňském kraji. Žije zde 102 obyvatel. Nachází se zde hrad Vlčtejn.

## Název
Jméno Vlčtejn se pravděpodobně odvodilo od názvu místního hradu "zu dem wilden Steine", tedy na divokém hradě.

## Historie
První písemná zmínka o obci pochází z roku 1284. Roku 1450 Jiří z Poděbrad uzavřel na hradě Vlčtejn tzv. vlčtejnskou smlouvu s poraženou strakonickou jednotou.

## Obyvatelstvo
| Rok            | 1869 | 1880 | 1890 | 1900 | 1910 | 1921 | 1930 | 1950 | 1961 | 1970 | 1980 | 1991 | 2001 | 2011 | 2021 |
| -------------- | ---- | ---- | ---- | ---- | ---- | ---- | ---- | ---- | ---- | ---- | ---- | ---- | ---- | ---- | ---- |
| Počet obyvatel | 190  | 208  | 237  | 230  | 199  | 236  | 247  | 175  | 156  | 137  | 104  | 86   | 92   | 104  | 90   |
| Počet domů     | 29   | 35   | 36   | 34   | 35   | 34   | 41   | 47   | 41   | 39   | 40   | 43   | 41   | 51   | 53   |

## Obecní správa
Mezi lety 1869–1975 Vlčtejn byl obcí v okrese Plzeň (1869–1930), poté v okrese Blovice (1950) a později v okrese Plzeň-jih. Od 1. ledna 1976 do 31. srpna 1990 patřil jako část obce k Zdemyslicím a od 1. září 1990 je opět samostatnou obcí.

### Části obce
- Vlčtejn
- Chlumánky

V letech 1850–1879 k obci patřily i Chouzovy.

### Obecní symboly
Znak a vlajka byly obci uděleny rozhodnutím předsedy Poslanecké sněmovny Parlamentu České republiky dne 12. května 2016.

## Pamětihodnosti
- Hrad Vlčtejn
- Zemědělský dvůr čp. 1